# Agron (Kos)
Agron (altgriechisch Ἄγρων Ágrōn) war in der griechischen Mythologie ein Bewohner der Insel Kos. Er war der Sohn des Eumelos und Enkel des Merops. Seine Schwestern waren Meropis und Byssa.
Er und seine Schwestern bestellten nur ihre Felder, die ihnen reichen Ertrag brachten, da sie mit Sorgfalt arbeiteten und Gaia als einzige Göttin ehrten. Sie besuchten daher nie die Feste und Feiern zu Ehren der anderen Götter. Wenn jemand Agrons Schwestern zu einer Opferfeier für Athene bat, so sagte er, dass das wohl nicht passe, da die Göttin grauäugig, seine Schwestern aber schwarzäugig seien. Zudem, so meinte er, sei die Eule (Athene galt als „eulenäugig“) ihm ein verhasster Vogel. Wenn man zu einem Fest der Artemis einlud, sagte er, er verachte eine Göttin, die umherstreune bei Nacht. Und wenn es den Hermes zu ehren galt, sagte er, er habe keinen Respekt für einen Gott, der ein Dieb sei.
Athene, Artemis und Hermes waren darüber äußerst erzürnt. Daher begaben sie sich eines Abends in menschlicher Gestalt zu Eumelos und seinen Kindern, grüßten und luden Eumelos und Agron zu einer Schmauserei zu Ehren des Hermes ein. Die Töchter baten sie, zu den Riten der Athene und Artemis in den heiligen Hain zu kommen. Als Meropis darauf eine verächtliche Antwort gab, wurde sie in einen Steinkauz verwandelt, Byssa in den Vogel Byssa und Agron, der flüchten wollte, wurde von Hermes in einen Regenpfeifer verwandelt. Da Eumelos das mit ansehen musste, fluchte er Hermes und wurde zu guter Letzt von diesem in eine Waldohreule verwandelt.
Bei Hyginus Mythographus erscheint eine ebenfalls auf Kos angesiedelte Sage mit gewissen Ähnlichkeiten, da dort die Nymphe Echemeia Artemis beleidigt und zur Strafe lebendig in den Hades hinab muss. Ihr untröstlicher Ehemann wird in einen Adler verwandelt und der Adler unter die Sterne versetzt.